# Agrotis subalbida
Agrotis subalbida là một loài bướm đêm trong họ Noctuidae.